# Kletzin
Kletzin ist eine Gemeinde im Norden des Landkreises Mecklenburgische Seenplatte. Sie gehört dem Amt Demmin-Land an, das seinen Verwaltungssitz in Demmin hat.

## Geografie und Verkehr
Kletzin liegt etwa sieben Kilometer nordöstlich von Demmin und fünf Kilometer südlich von Loitz. Die Bundesstraße 194 verläuft nördlich und die Bundesstraße 110 südlich der Gemeinde.

## Ortsteile
- Kletzin
- Ückeritz
- Quitzerow
- Pensin

## Geschichte
Kletzin wurde 1305 und Ückeritz 1304 erstmals urkundlich erwähnt. Bis zur Mitte des 16. Jahrhunderts gehörten die Orte zum Grundbesitz des Klosters Verchen und wechselten dann ins herzoglich-pommersche Amt Loitz. Um 1560 wurde in Kletzin ein Domänenvorwerk angelegt, auf dem die Bauern des Ortes und einiger umliegender Dörfer Frondienste leisten mussten. Um 1580 gab es in Kletzin neben dem herzoglichen Vorwerk und der Schäferei acht Bauernhöfe und eine Katenstelle, in Ückeritz sieben Bauernhöfe und sieben Katenstellen.
Während des Dreißigjährigen Krieges wurden die Dörfer teilweise zerstört. Im Jahre 1641 zählte man in Kletzin einen Bauernhof und zwei Katenstellen, Ückeritz war völlig wüst. Daneben bestand aber das Vorwerk weiter. Bis 1713/20 gehörten beide Orte zu Schwedisch-Pommern, danach zu Preußisch-Vorpommern, verblieben aber weiterhin im Amt Loitz. Um 1700 war Ückeritz wieder aufgebaut und die meisten Höfe besetzt. Zu Beginn des 19. Jahrhunderts wurde das Domänenvorwerk verkauft und bildete in der Folge ein Rittergut. Die Bauernhöfe blieben zunächst weiterhin in königlichem Besitz und wurden im Zuge der preußischen Agrarreformen des 19. Jahrhunderts ebenfalls an ihre Inhaber verkauft. Das Gutshaus Ückeritz stammt von um 1800.
Pensin: Die Kirche Pensin wurde Anfang des 19. Jahrhunderts aus Feldstein errichtet. Das Mausoleum auf dem Friedhof entstand 1850. Aus derselben Zeit stammt das eingeschossige Gutshaus Pensin.
Quitzerow wurde 1321 erstmals urkundlich erwähnt. Das Gutsdorf was nach 1648 eine Wüstung. Im Jahre 1720 entstand das heute ruinöse Gutshaus, das um 1920 seine Gestalt mit den beiden Seitenflügeln erhielt. Teile des Gutes wurden ab 1930 aufgesiedelt.

## Eingemeindungen
Pensin wurde am 1. Januar 1960 nach Quitzerow eingemeindet. Am 1. Juni 2004 wurde Quitzerow zusammen mit Pensin nach Kletzin eingemeindet.

## Wappen, Flagge, Dienstsiegel
Die Gemeinde verfügt über kein amtlich genehmigtes Hoheitszeichen, weder Wappen noch Flagge. Als Dienstsiegel wird das kleine Landessiegel mit dem Wappenbild des Landesteils Vorpommern geführt. Es zeigt einen aufgerichteten Greifen mit aufgeworfenem Schweif und der Umschrift „GEMEINDE KLETZIN * LANDKREIS MECKLENBURGISCHE SEENPLATTE“.

## Sehenswürdigkeiten
- Kirchen in Ückeritz und Kletzin
- Kirche und Mausoleum in Pensin
- Gutshaus Ückeritz von um 1800
- Räuberberg, slawischer Burgwall in der Pensiner Peeneschleife

## Persönlichkeiten
- Hans Friedrich (1886–1954), Siedler in Quitzerow und Reichstagsabgeordneter der NSDAP